# 19. п. н. е.
19. п. н. е. била је или обична година која почиње у четвртак, петак или суботу или преступна година која почиње у четвртак или петак јулијанског календара и обична година која почиње у сриједу по пролептичком јулијанском календару. У то вријеме је била позната као година конзулства Сатурнина и Веспила (или, ређе, година 735. Ab urbe condita). Деноминација 19. п. н. е. за ову годину се користи од раног средњег вијека, када је календарска ера Anno Domini постала главни метод у Европи за именовање година.

## Догађаји
- Кантабријски ратови се завршавају након што су Кантабри на северној обали Хиспаније доведени под римску власт.

## Рођења
- Јулија Млађа, ћерка Марка Випсанија Агрипе и Јулије Старије (у. 29. н. е.)

## Смрти
- 21. септембар — Вергилије, римски песник (р. 70. п. н. е.)